# Ушаковська набережна
Ушаковська набережна - набережна в Приморському районі Санкт-Петербурга, що проходить по правому березі Великої Невки від набережної Чорної річки до вулиці Академіка Крилова. Є продовженням Виборзької набережної за Головінським мостом.

## Історія
Із кінця XIX століття іменувалася Строгановською через Строгановську дачу, що розташовувалася уздовж набережної (маєток графа О. С. Строганова). У 1952 році отримала ім'я адмірала Ф. Ф. Ушакова. У 1979—1989 роках входила до складу Виборзької набережної, тому зберігає подвійну[уточнити] нумерацію будівель.
У 1941 році біля перетину набережної з вулицею Академіка Крилова побудовано будівлю Військово-морської академії ім. М. Г. Кузнецова (буд. 17). Там же в 1997—2000 роках створена Ушаковська транспортна розв'язка.

## Перетин
Ушаковська набережна перетинає:
- Набережна Чорної річки
- вулиця Академіка Крилова